# Никос Папас
Никoлaoс "Никос" Папас (грч. Νικόλαος "Νίκος" Παππάς; Маруси, 11. јул 1990) грчки је кошаркаш. Игра на позицијама бека и крила.

## Биографија
У млађим категоријама играо је за Панелиниос, а за њихов сениорски тим дебитовао је у сезони 2006/07. Године 2008. је потписао петогодишњи уговор са шпанским Билбаом, али је прву сезону провео на позајмици у Б тиму Реал Мадрида, док је за наредне две био прослеђен клубу Колосос Родос из родне Грчке где је 2010. завредео и звање најбољег младог играча грчког првенства. У фебруару 2012. прешао је у ПАОК. Сезону 2012/13. провео је у Паниониосу и тада је био најбољи стрелац грчког првенства. У јуну 2013. потписује за Панатинаикос. Наредних седам сезона је провео у овом клубу и учествовао је у освајању пет титула првака Грчке као и пет трофеја националног купа. У септембру 2020. је потписао краткорочни уговор са Хапоелом из Јерусалима, како би наступио на завршном турниру ФИБА Лиге шампиона. У фебруару 2021. је потписао за Зјелона Гору до краја сезоне. У сезони 2021/22. је наступао за АЕК из Атине. У децембру 2022. се вратио у Панатинаикос.
Имао је доста успеха у млађим категоријама репрезентације Грчке. Са јуниорима је на Европском првенству освојио злато (2008) и сребро (2007), а на Светском сребро (2009). Са селекцијом до 20 година на Европском првенству дошао је до злата 2009. и сребра 2010. године. Са сениорском репрезентацијом Грчке је наступао на Европском првенству 2017. године.

## Успеси

### Клупски
- Панатинаикос:
  - Првенство Грчке (5): 2013/14, 2016/17, 2017/18, 2018/19, 2019/20.
  - Куп Грчке (5): 2014, 2015, 2016, 2017, 2019.

### Репрезентативни
- Европско првенство до 18 година:
  -  2008.
  -  2007.
- Светско првенство до 19 година: 
  -  2009.
- Европско првенство до 20 година: 
  -  2009.
  -  2010.

### Појединачни
- Најбољи млади играч Првенства Грчке (1): 2010.
- Најбољи стрелац Првенства Грчке (1): 2013.
- Учесник Ол-стар утакмице Првенства Грчке (2): 2013, 2014.
- Најкориснији играч Ол-стар утакмице Првенства Грчке (1): 2014.